# ワラブ州
ワラプ州 (ワラブしゅう、Warrap)、またはワラブ州（英語: Warab）は、南スーダンのバハル・アル・ガザール地方所属の州。州都はクアジョク。
面積は3万1027km2で、2010年の人口は63万7538人。

## 地理
西バハル・アル・ガザール州、北バハル・アル・ガザール州、レイク州とともにバハル・アル・ガザール地方に属している。
州北部に接するアビエイ地区をめぐってスーダンと南スーダンとの対立が起きている。

## 行政区分
州は6つの郡に分かれている（アビエイ地区を含めて7郡）。
1. 東ゴグリアル郡（Gogrial East County）
2. 西ゴグリアル郡（Gogrial West County）
3. 南トンジェ郡（Tonj South County）
4. 北トンジェ郡（Tonj North County）
5. 東トンジェ郡（Tonj East County）
6. トゥィク郡（Twic County）

### 主要都市
- クアジョク（英語版）
- ワラブ（英語版）
- アビエイ町（アビエイ地域）